# Tapinanthus preussii
Tapinanthus preussii är en tvåhjärtbladig växtart som först beskrevs av Adolf Engler, och fick sitt nu gällande namn av Van Tiegh.. Tapinanthus preussii ingår i släktet Tapinanthus och familjen Loranthaceae. Inga underarter finns listade i Catalogue of Life.